# 존스턴아프리카겨울잠쥐
존스턴아프리카겨울잠쥐(Graphiurus johnstoni)는 겨울잠쥐과에 속하는 설치류의 일종이다. 말라위와 잠비아 그리고 짐바브웨에서 발견된다. 자연 서식지는 습윤 사바나 지역이다.